# 愉景新城

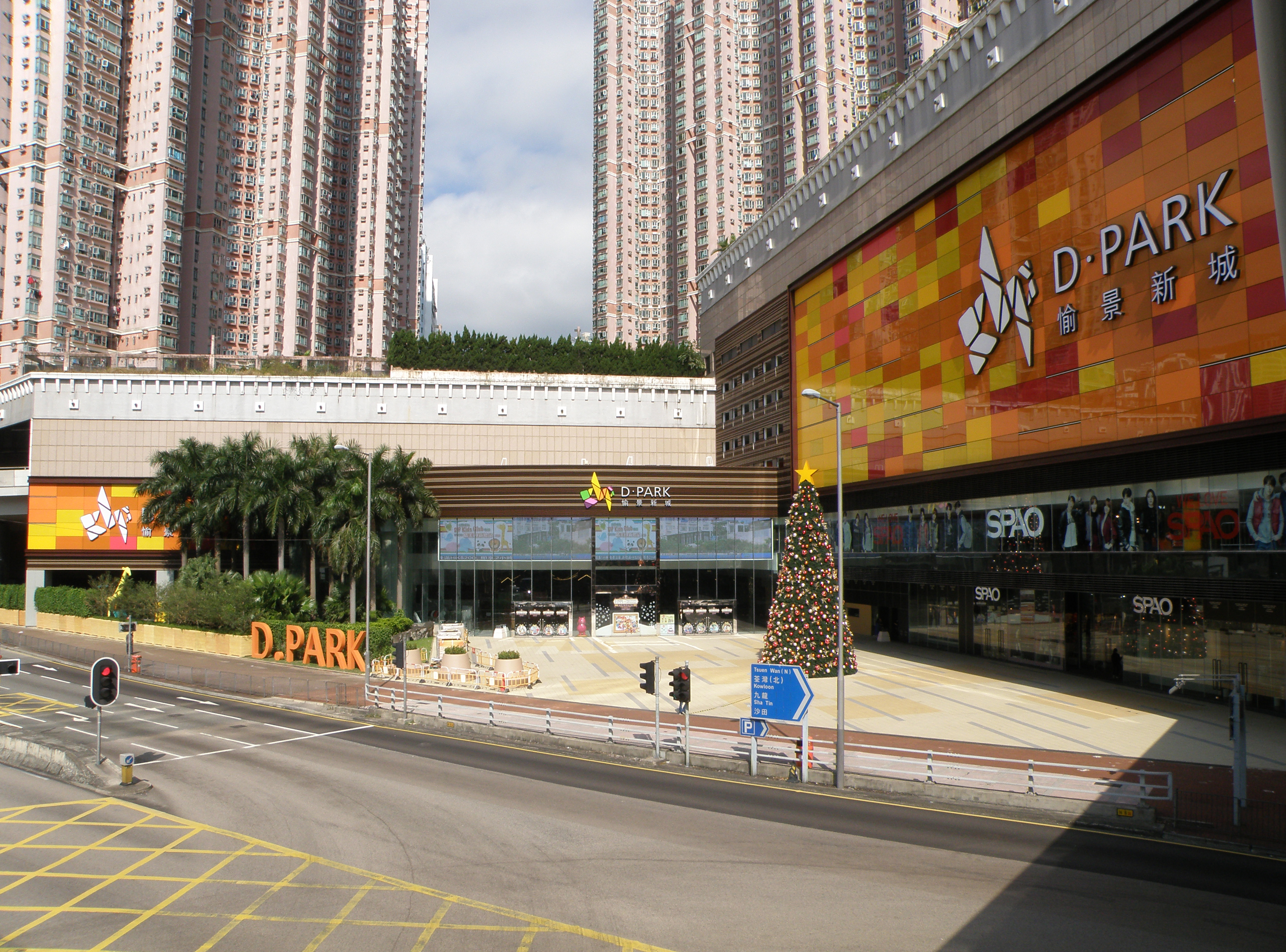
D．PARK入口廣場

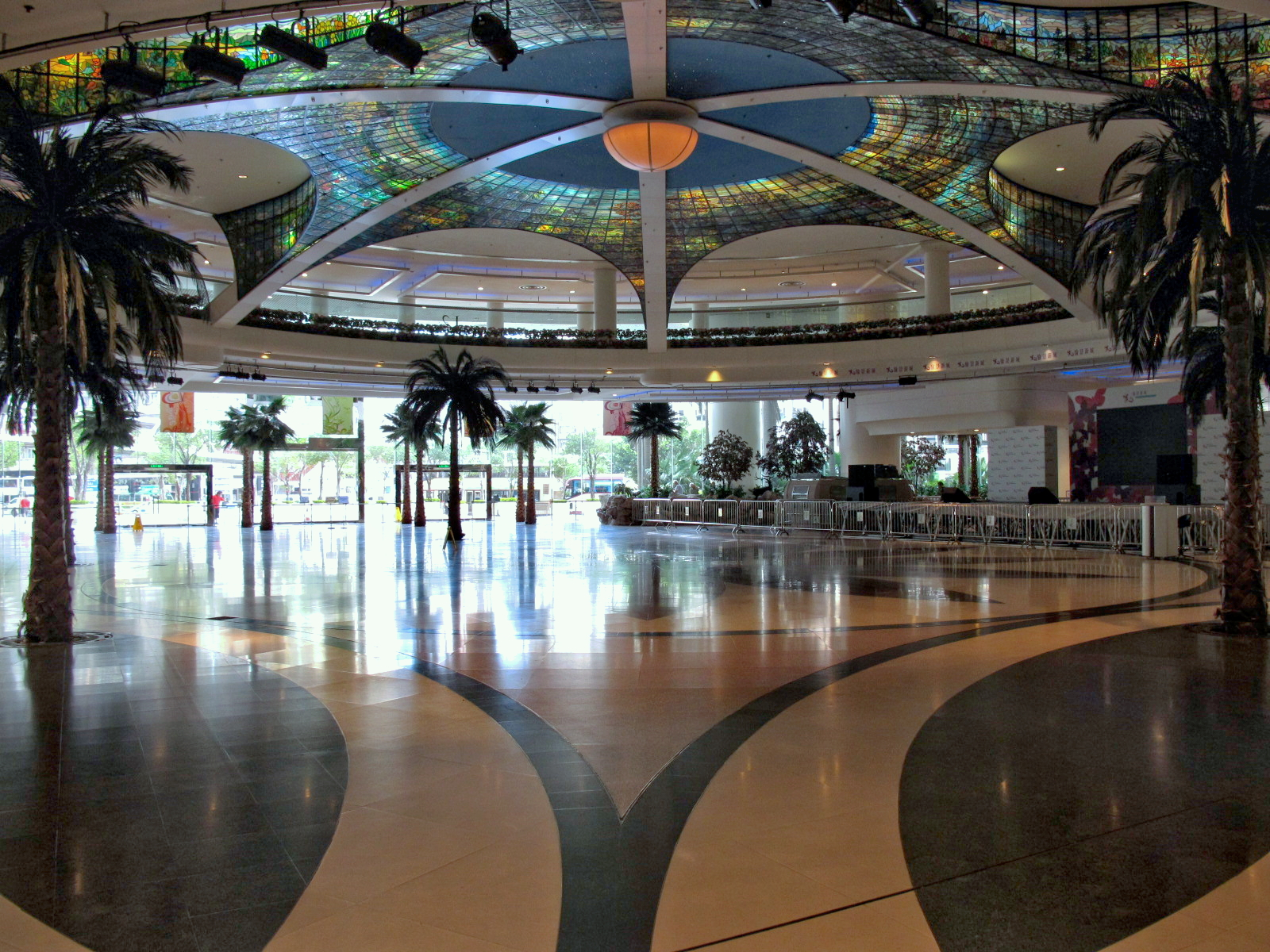
愉景新城中庭玻璃天幕曾設全亞洲最大的彩色玻璃天幕，惟2013年11月經翻新後完全拆毀

愉景新城（英語：Discovery Park，商場部分名稱於2015年11月改稱為D．PARK愉景新城），是香港新界荃灣區內的一個大型地產頂目，位於荃灣荃景圍及青山公路－荃灣段398號，由新世界發展和香港興業共同發展，並由旗下的協興建築（負責第2期工程）和興勝創建（負責第1及3期工程）所承建，此物業由香港王歐陽集團設計。示範單位設於愉景新城地盤內。2010年底，新世界發展出資13.782億元，向香港興業收購商場及其1,000個車位的餘下50%權益，再於2024年4月轉售給華懋集團。

## 地理位置
愉景新城原址為中國染廠荃灣廠房，曹公潭溪水穿過其下流出藍巴勒海峽。愉景新城透過自建的行人天橋與荃灣綫的荃灣站A3出口連接，28分鐘直達中港碼頭，22分鐘直達中環，吸納鐵路沿線的人流，而本住宅和商場鄰近大欖隧道，15分鐘直達元朗，20分鐘直達天水圍，鄰近荃灣公共圖書館，荃景圍體育館；但實際上愉景新城同時毗鄰附近的柴灣角工業區，而九號幹線的象鼻山路（柴灣角至石圍角段）亦穿越愉景新城，因此帶出交通噪音的問題。

## 商場
愉景新城的商場面積63萬平方呎，共分三層。
新世界發展已於2011年全資收購旗下原本為合資項目的愉景新城商場，進行7億元大型翻新計劃，針對區內家庭客。2024年3月，向華懋出售愉景新城商場及停車場全部權益，於同年4月份內完成有關交易。

## 屋苑資料
屋苑由12座物業組成，分3期落成，合共提供3,360伙單位。單位實用面積474至682呎，提供2房至3房單位。當中屋苑3房戶供應較多，佔總供應近六成。由於該屋苑尚未成立業主立案法團，因此屋苑管理一直由香港興業旗下的興怡物業服務有限公司負責。
- 住宅座數：12座[3]
- 各座所屬期數：[3]
  - 第1期：1-4座
  - 第2期：5-8座
  - 第3期：9-12座
- 啟用日期：
  - 第1期：1997年4月30日
  - 第2期：1998年6月22日
  - 第3期：1998年11月10日

### 樓宇
| 樓宇名稱（座號） | 門牌號碼            | 入伙年份 | 層數 | 期數 |
| ---------------- | ------------------- | -------- | ---- | ---- |
| 第1座            | 青山公路荃灣段398號 | 1997年   | 40   | 1    |
| 第2座            | 青山公路荃灣段398號 | 1997年   | 40   | 1    |
| 第3座            | 青山公路荃灣段398號 | 1997年   | 40   | 1    |
| 第4座            | 青山公路荃灣段398號 | 1997年   | 40   | 1    |
| 第5座            | 青山公路荃灣段398號 | 1997年   | 40   | 2    |
| 第6座            | 青山公路荃灣段398號 | 1997年   | 40   | 2    |
| 第7座            | 青山公路荃灣段398號 | 1997年   | 40   | 2    |
| 第8座            | 青山公路荃灣段398號 | 1997年   | 40   | 2    |
| 第9座            | 青山公路荃灣段398號 | 1998年   | 40   | 3    |
| 第10座           | 青山公路荃灣段398號 | 1998年   | 40   | 3    |
| 第11座           | 青山公路荃灣段398號 | 1998年   | 40   | 3    |
| 第12座           | 青山公路荃灣段398號 | 1998年   | 40   | 3    |

### 屋苑設施
平台瀑布園林、高爾夫球練習場、緩跑徑;
會所設施包括網球場、壁球場、羽毛球場、桌球室、健身室、舞蹈室、游泳池、遊戲室、桑拿浴室、蒸汽浴室、兒童遊戲室、多用途會客室、大型活動/閱讀室（自修室）、電影室等。
屋苑亦自設多層停車場，提供約1,000個車位，車位比例高達1比3。

## 圖片

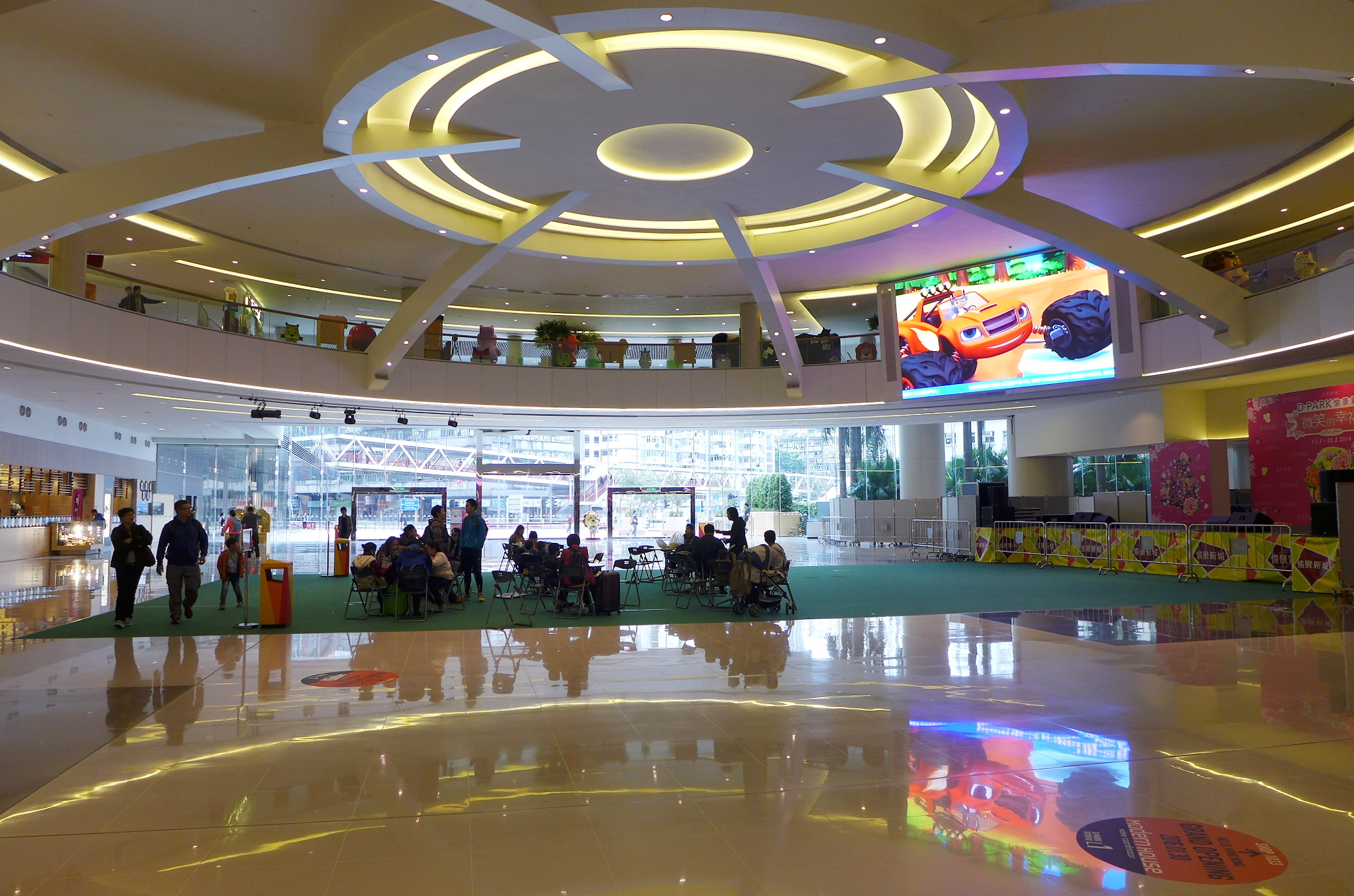
愉景新城中庭翻新後以白色作主調，並改名為星際大舞台
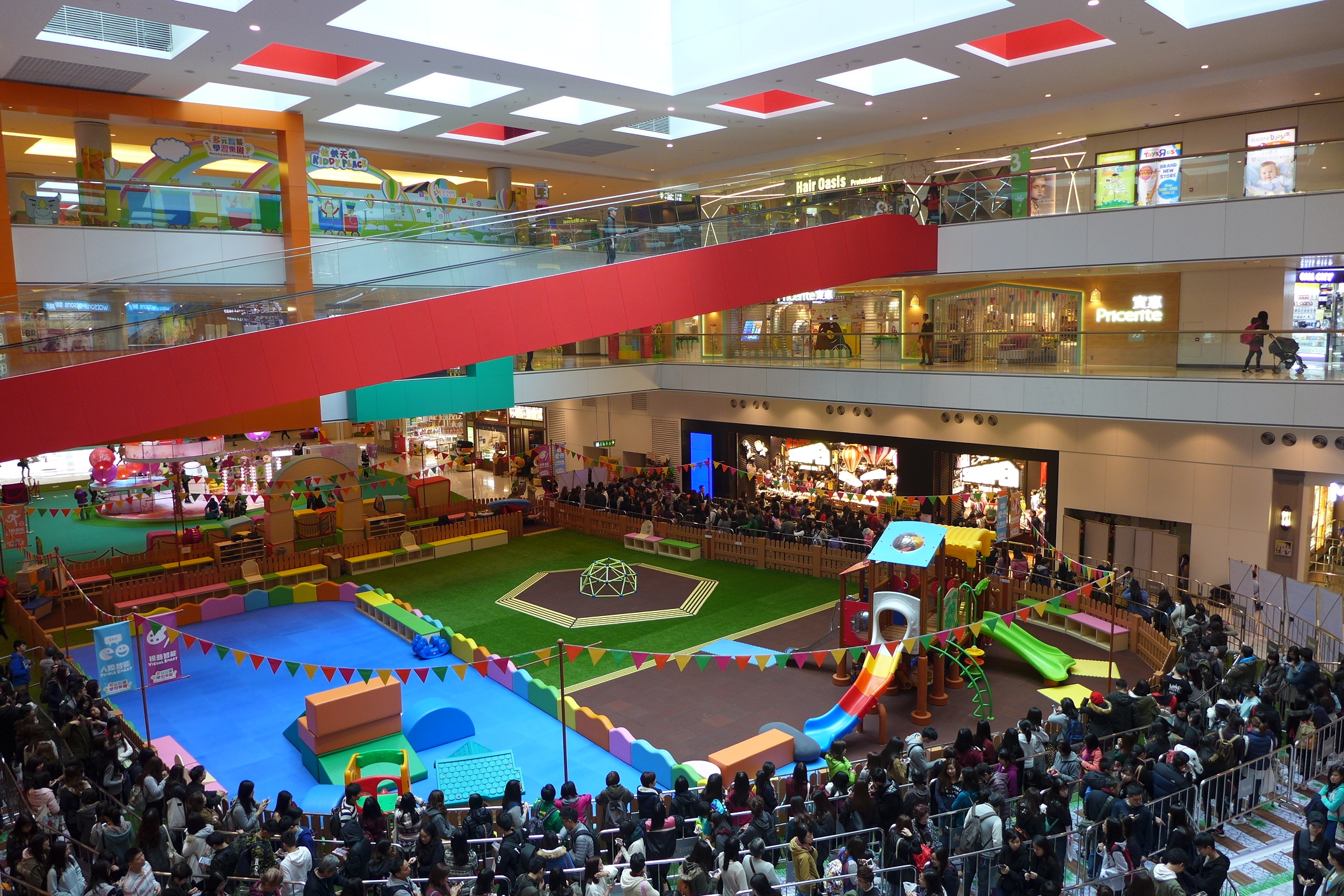
翻新後中庭空間設遊樂區「中央公園」
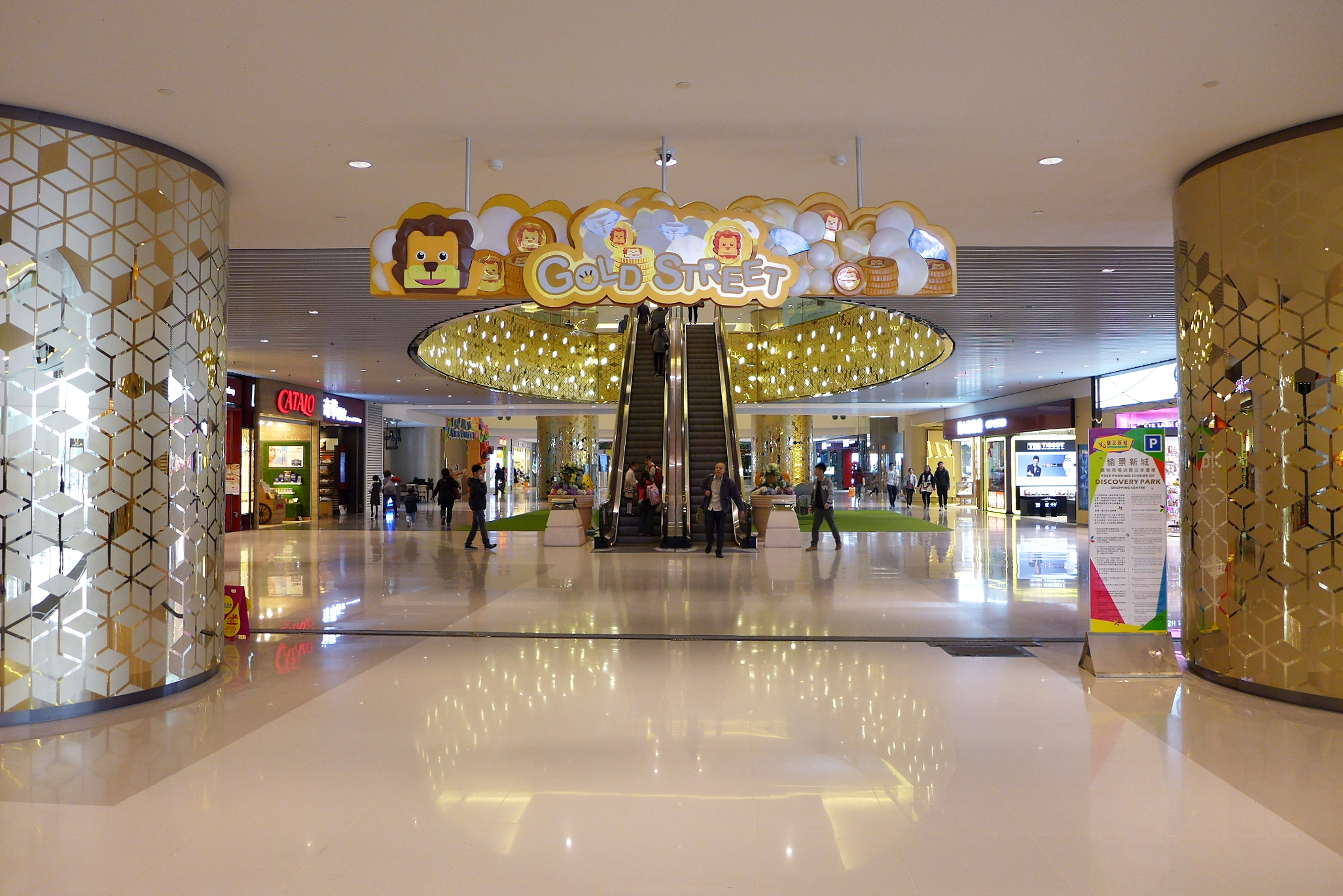
「兒童街」原址改為Gold Street，主打內地自由行
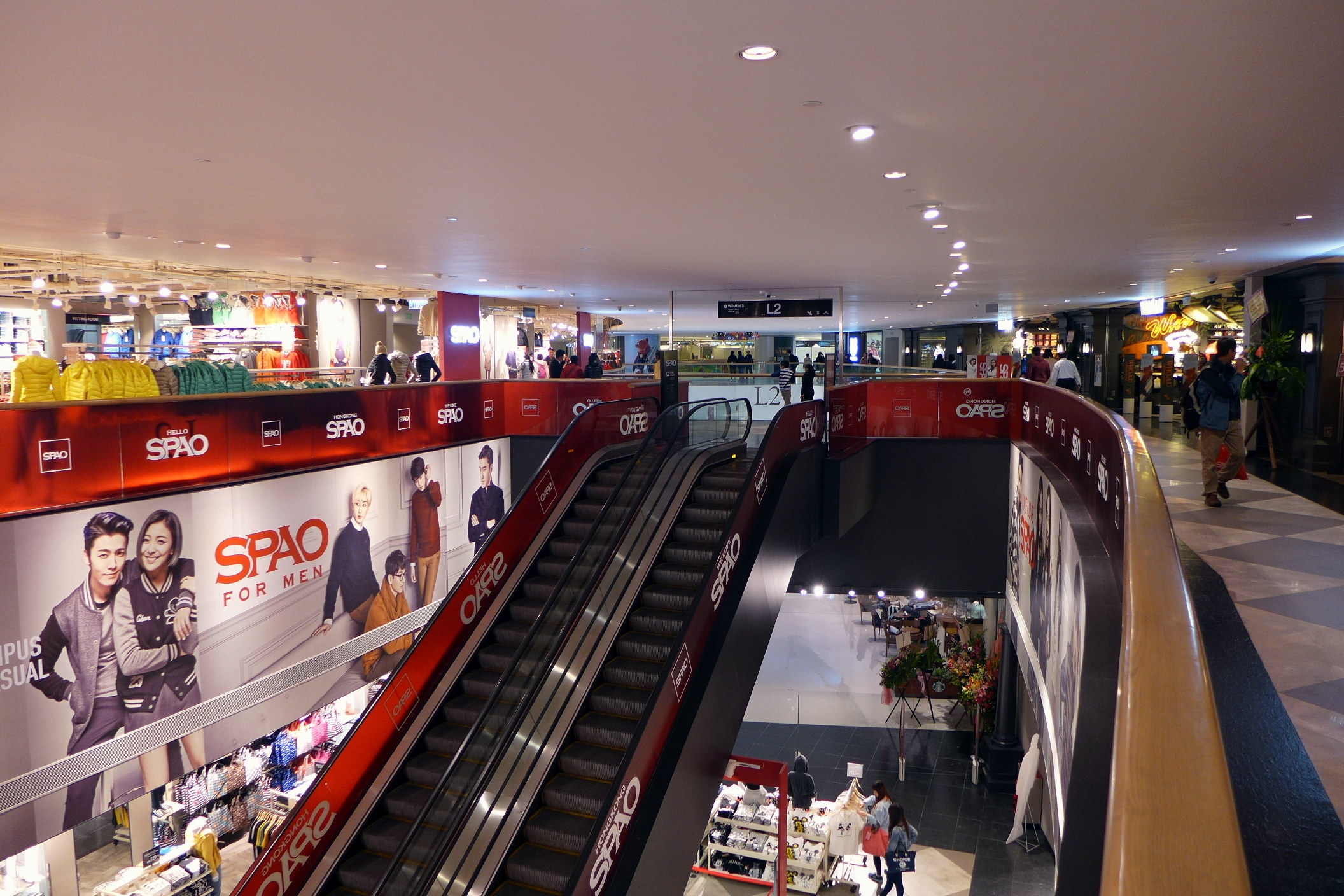
2014年翻新後2樓設「韓流地帶 K-Pop Zone」
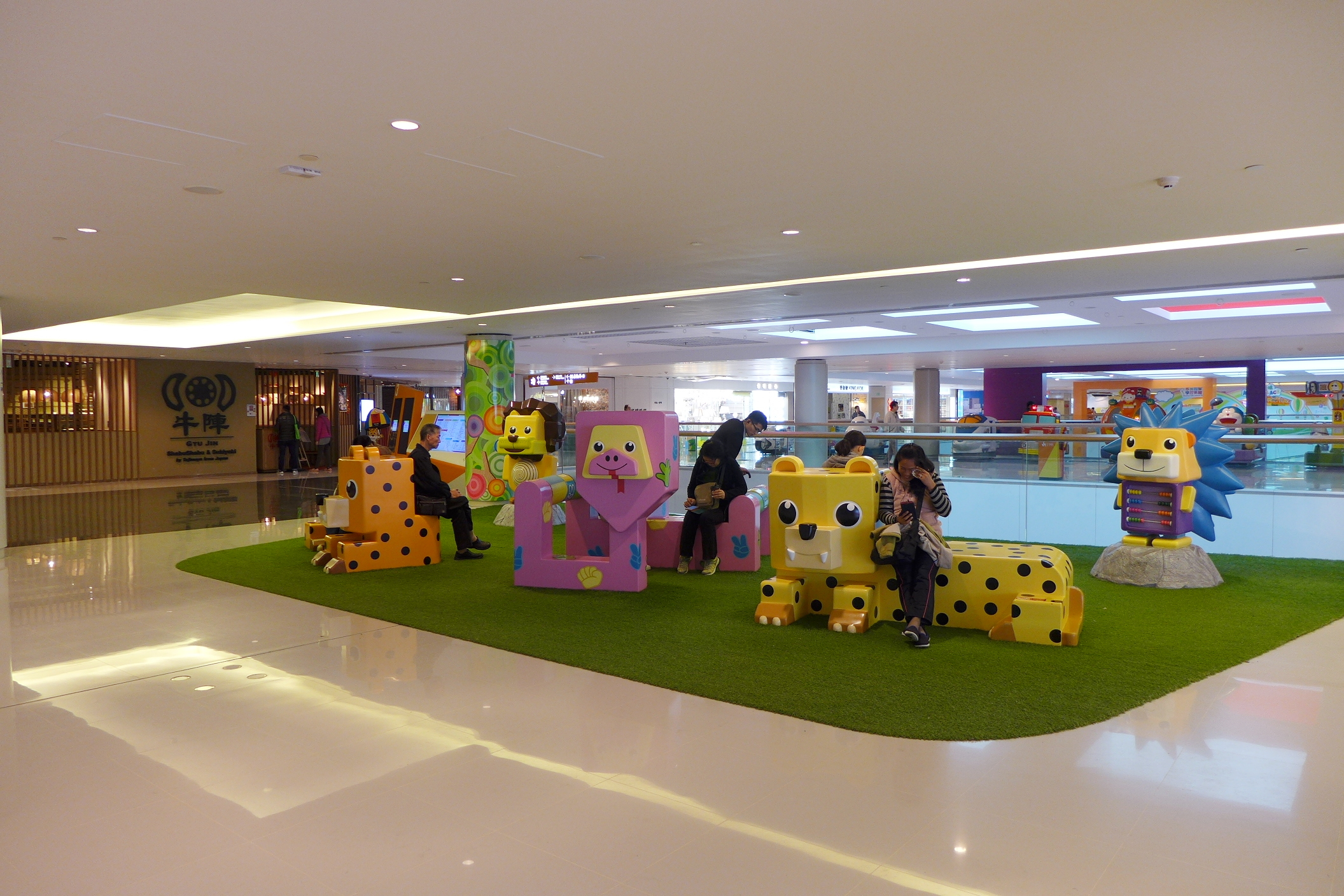
3樓設以動物為主題的閒座區
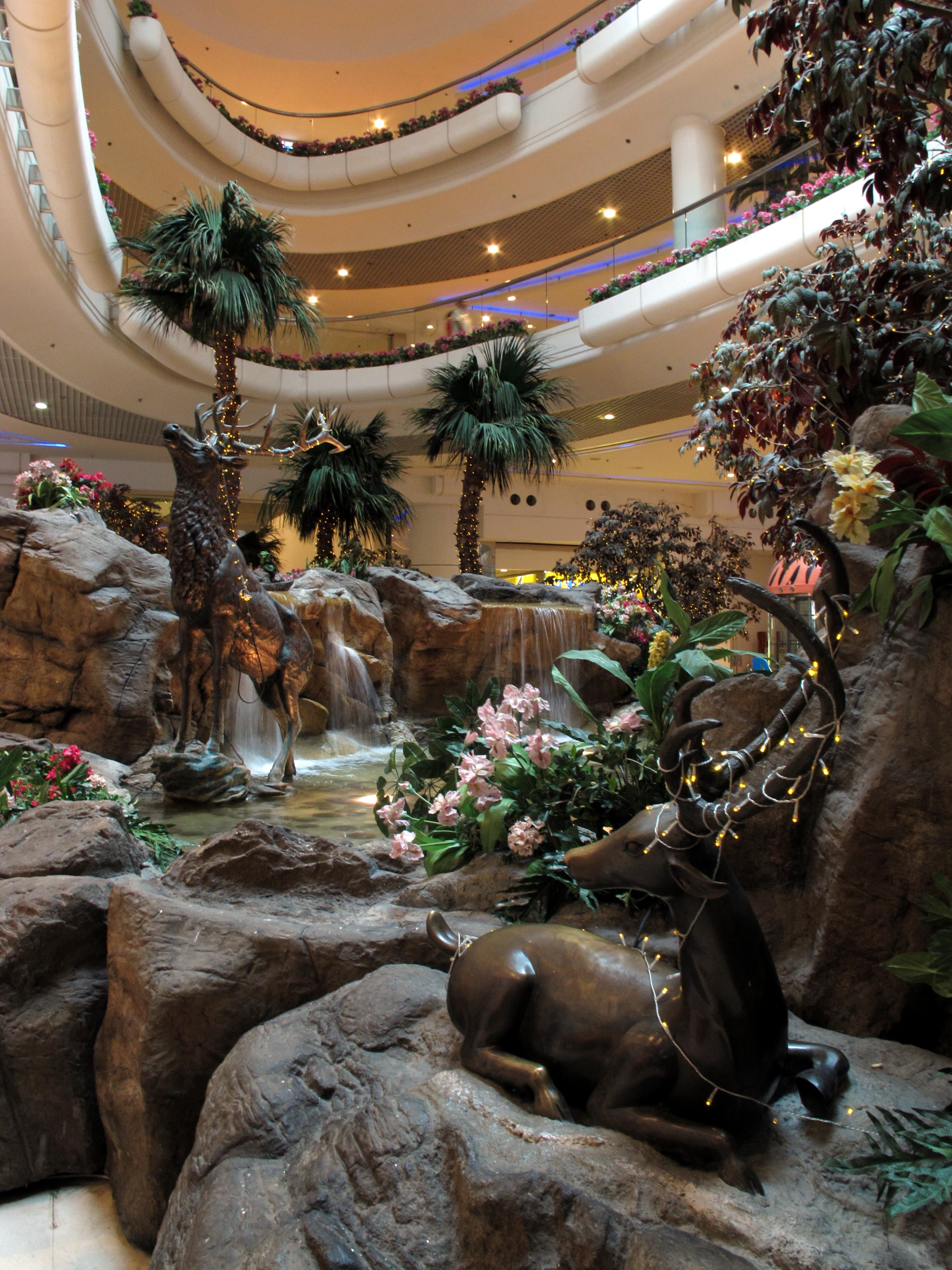
商場內的花卉石林及人工迷你瀑布曾是商場特色之一，唯因改建為示範單位售樓處等候區而於2012年拆卸

## 事件
愉景新城一期在1996年底開售時，呎價不足5,000元，曾錄得逾萬個登記。其後在1997年初及9月底金融風暴前推出第二及三期，其中第三期平均呎價更高逾7,000元，銷情良好，大部分單位即日已被搶購。
愉景新城二期按原定計劃於1998年4月交樓及選用建築期付款的逾四成買家申辦上會手續。但經歷1997年金融風暴後，物業樓價不但急挫近兩成，銀行估價亦隨之下調，令百餘名買家（部分為「决重貨」的炒家）隨即組成愉景新城「苦主大聯盟」及「聯席籌委會」兩派人，要求發展商減價或增加二按。事件經過數月的擾攘後，發展商香港興業及新世界發展宣布，迄今已有96%買家（1,075名買家）完成造契手續，而在逾1,000位買家中，只有約100名需要第二按揭，但並無撻訂情況。
愉景新城第三期於1997年9月底金融風暴前以呎價逾7,000元推售，1,120個單位在1998年10月入伙前，由於目前銀行對單位估價與其原本售價有達四成至四成五跌幅，發展商已向業主發出提供二按通知書。然而，業內人士指出，由於樓價跌幅太大，加上此樓盤開售時亦不乏投資者入市，難免會引起撻訂潮，已有兩成五（約300個）採用建築期付款之業主正考慮撻訂中。另外，目前亦有約100個愉景新城第三期單位業主以蝕讓三成至三成九五之每平方呎5000元放盤，但與第二期二手價及買家出價4,300元一呎仍有一段距離，故缺乏承接力。
- 2001年1月10日，荃灣愉景新城第10座，33歲菲籍女傭疑因抹窗時失足墜下2樓平台當場頭破血流身亡。
- 2003年1月3日，荃灣愉景新城第8座7樓單位，22歲印尼女傭,因與女僱主發生劇烈爭執一怒之下危坐露臺。
- 2010年2月3日，一名女傭抱著一名小童由高處躍下，2人當場證實死亡。 （页面存档备份，存于）
- 2010年2月3日，荃灣愉景新城第6座11D單位，31歲患有產後抑鬱症的姓黃婦人及其2個月大姓周兒子下午5時許攀窗跳下。
- 2011年7月12日，荃灣愉景新城第6座中57歲姓梁男子疑因財困上午11時許從寓戶房間攀窗跳下。
- 2015年8月29日，工黨於荃灣愉景新城抽取18個水樣本作化驗，發現其中2個含鉛量超出世衞標準，其中1個超標樣本更超出標準2.2倍。[11]
- 2021年3月，荃灣愉景新城1座及2座分別有住戶確診COVID-19 ，被政府納入強制檢測範圍。[12]
- 2021年6月25日晚上8時，荃灣愉景新城第8座電機儀器跳掣，導致屋苑內部分服務暫停，當中第7座短暫停電及第8座停電超過29小時，詳情如下：
  - 2021年6月25日晚上8時：第8座電力、食水供應、電梯服務突然中斷，晚上9時起：第2期中轉大堂及第7座電梯服務、第7座家用電力更短暫中斷、第5至7座食水供應及全屋苑電視訊號暫停。
  - 2021年6月26日上午：第7、8座電梯服務有限度恢復，只有1部升降機維持服務；下午1時起：第5、6座食水供應、第1-4座、第5-6座及第9-12座電視訊號陸續恢復；下午2時半，因應減少對後備電源做成的壓力，第7座唯一一部服務中的升降機需暫時中斷服務，注入柴油，然後重新投入服務；下午6時：第7座及第8座的食水供應逐漸恢復。
  - 2021年6月27日凌晨1時半：第8座電力供應及第7、8座電梯服務恢復正常。
  - 2021年6月29日早上：第7-8座電視訊號全面恢復正常。事件告一段落。

## 外部連結
- 中國染廠舊照 （页面存档备份，存于）
- 荃葵青交通總站巡禮 - 愉景新城
- 愉景新城第三期 （页面存档备份，存于）－興勝建築
- D·PARK 愉景新城商場官方網站(英文) （页面存档备份，存于）

22°22′34″N 114°6′42″E / 22.37611°N 114.11167°E